# Georges Lavau
Pour les articles homonymes, voir Lavau.
Georges Lavau, né le 18 juin 1918 à Tananarive et mort le 7 octobre 1990 à Paris 9e,, est un juriste et politologue français. 

## Biographie

### Jeunesse et études
Georges Lavau est reçu major de l'agrégation de droit en 1948.

### Parcours professionnel
Georges Lavau est enseignant à la faculté de droit de l'université de Grenoble de 1948 à 1962. Il est recruté à l'Institut d'études politiques de Paris en 1962. Lors des évènements de Mai 68, il est élu pour représenter les professeurs et les directeurs de séminaire afin de négocier avec les élèves, aux côtés d'Hélène Carrère d'Encausse, Jacques Fournier, Alfred Grosser et Pierre Viot. 
Élevé au rang de professeur titulaire en 1973, il est directeur du CEVIPOF de 1967 à 1975 et directeur de la Revue française de science politique de 1973 à 1990. Il cesse d'enseigner à l'IEP de Paris lors de sa retraite en 1988. 
Il s’est marié avec Anne de Corlieu, une des filles de l’inventeur des palmes de natation, Louis de Corlieu, puis avec la politologue Janine Mossuz.

## Apports
Il est connu pour ses nombreuses études sur les organisations politiques et syndicales, et en particulier sur le Parti communiste français, dont il met en avant ce qu'il nomme la « fonction tribunitienne ». 
Il polémiqua avec le politologue Maurice Duverger au sujet du rôle des partis politiques et de l'influence des systèmes de vote sur les systèmes politiques, notamment par le biais de son ouvrage Partis politiques et réalités sociales (1952).

### Principaux ouvrages
- Partis politiques et réalités sociales : contribution à une étude réaliste des partis politiques, Presses de la Fondation nationale des sciences politiques, 1952.
- Idéologies, partis politiques et groupes sociaux, Armand Colin, 1953.
- Ni la force ni l'abandon. Décoloniser, une urgence française, Bordeaux, 1956.
- À quoi sert le Parti communiste français ?, Fayard, 1968, 1981  (ISBN 978-2-213-00981-0)
- Réflexions sur le régime politique de la France, PUF, 1962.
- Sociologie de la vie politique française, Les Cours de droit, 1968-1969
- L'Univers politique des classes moyennes, Presses de la FNSP, 1983.  (ISBN 978-2-7246-0475-7)

### Ouvrage en l'honneur de Georges Lavau
- Yves Mény, Idéologies, partis politiques et groupes sociaux. Études réunies pour Georges Lavau, Presses de la FNSP, 1989.  (ISBN 978-2-7246-0593-8)